# Son Tung M-TP
Nguyễn Thanh Tùng (né le 5 juillet 1994), de son vrai nom Sơn Tùng M-TP ([s̪əːn˧ tuŋ˨˩ ɛm˧ te˧ pe˧]), est un auteur-compositeur-interprète, acteur et homme d'affaires vietnamien. Né et élevé à Thái Bình, dans la province de Thái Bình, la famille de Tùng a découvert ses talents de chanteur à l'âge de deux ans. Ses singles auto-écrits de 2012 et 2013, «Cơn mưa ngang qua» et «Em của ngày hôm qua» ont lancé sa carrière. Viennent ensuite des singles à succès, "Chắc ai đó sẽ về" et "Chúng ta không thuộc về nhau". En 2017, il a eu un accueil public plus favorable pour « Lạc trôi » et «Nơi này có anh». Cette année-là, Tùng sort également l'album de compilation m-tp M-TP et publie son autobiographie, Chạm tới giấc mơ.
Le chanteur a passé quatre ans au sein de Văn Production et WePro Entertainment jusqu'à ce que son label, M-TP Entertainment, soit fondé fin 2016. Ses autres œuvres incluent la tournée de concerts M-TP Ambition - Chuyến bay đầu tiên (2015-2016), un rôle principal dans le film Dandelion de 2014 (qui lui a valu un Golden Kite Prize for Young Prominent Actor) et une apparition en tant que candidat dans la série télévisée The Remix. Qualifié de «Prince de la V-pop » pour sa popularité, Tùng a reçu de nombreuses distinctions, dont un MTV Europe Music Award, un Dedication Music Award, un Mnet Asian Music Award, sept Green Wave Prix et une inscription sur Forbes Vietnam 2018 30 Under 30 liste.

## Carrière

### 1994–2012: Jeunesse et carrière
Nguyễn Thanh Tùng est né le 5 juillet 1994 à Thái Bình, province de Thái Bình à Nguyễn Đức Thiện et Phạm Thị Thanh Bình. Bình était un danseur traditionnel dans le groupe d'exécution officiel de la ville et un artiste dans le théâtre chèo de Thái Bình. Elle a rencontré Thiện quand il travaillait comme chauffeur de transport. Après être tombée enceinte de Tùng, Bình a ouvert un salon de coiffure à la maison qui est devenu plus tard un magasin de vêtements. Elle a également utilisé pour travailler comme artiste de maquillage nuptiale. Le chanteur a qualifié sa jeunesse de «paisible». Il a un jeune frère, Nguyễn Việt Hoàng (né en 2000).
Tùng avait deux ans lorsque la famille a découvert son talent pour le chant. À huit ans, il a rejoint le Palais des Arts et de la Culture des Enfants de Thái Bình et a appris à jouer du clavier électronique. La mère de Tùng joue de la guitare et son mari joue sept instruments. Cependant, ils ont désapprouvé la poursuite de leur fils d'une carrière de chant et ont voulu qu'il se concentre sur l'éducation; son père voulait qu'il étudie les affaires à l'université. Malgré cela, Tùng a fréquemment participé à des spectacles de chant et à des concours à l'école. Il a fréquenté le lycée Kỳ Bá, le lycée Tây Sơn et le lycée Lê Quý Đôn.
Lui et ses camarades de classe ont formé un groupe, Over Band, en 2009 et ont commencé à écrire et à télécharger des chansons sur le site de musique indépendante LadyKillah. artiste rap Hoàng Kê, l'un des participants du site, a invité le chanteur à rejoindre son groupe de hip-hop Young Pilots en 2010. Les jeunes pilotes ont enregistré et joué à travers Thái Bình, avec succès dans leur ville natale et en ligne. À cette époque, Tùng a adopté le nom de scène M-TP, qui signifie "âm nhạc"- «Musique», «tài năng» («Talent») et «Phong cách» («style»). Le nom a été attribué par un autre membre de LadyKillah, M. J.
Tùng a écrit à l'origine "Cơn mưa ngang qua" pour Over Band et Young Pilots avant de décider d'enregistrer la chanson lui-même. Il l'a publié sur le site Web de musique Zing MP3 en août 2011 et dans les deux mois suivant la sortie, il avait 1,7 million de flux. succès de "Cơn mưa ngang qua " a dépassé les attentes de Tùng. Il a reçu le prix de la chanson du mois de la chanson préférée du programme TV de musique-graphique en octobre 2012 et un prix de musique de Zing pour la chanson de R & B de l'année. Deux versions révisées de la chanson ont été publiées en février 2012.
Cette année-là, le chanteur a été admis au Conservatoire de Ho Chi Minh-Ville avec l'un de ses meilleurs scores d'entrée; il a quitté le conservatoire en juin 2014, tout en filmant Dandelion, en raison de conflits d'horaire et d'un désir de se concentrer sur sa future carrière. En juillet 2012, il a auditionné pour la quatrième saison de Vietnam Idol et a été éliminé au premier tour. Il a signé un contrat de cinq ans avec Văn Production en novembre 2012 et a changé son nom de scène de M-TP à Sơn Tùng M-TP après qu'une suggestion soit venue du directeur musical de l'entreprise, Huy Tuấn, et du musicien Hà Quang Minh.

### 2013-2015: Percée, controverses sur les droits d'auteur etDandelion
Tùng a sorti trois singles entre août et décembre 2013: "Nắng ấm xa dần", "Đừng về trễ"  et "Em của ngày hôm qua". Ce dernier a lancé la carrière principale de Tùng et a gagné avec succès plus de 100 millions de flux en trois mois sur Zing MP3. chanson préférée en a fait sa chanson du mois en février 2014. Cependant, "Em của ngày hôm qua", "Cơn mưa ngang qua" et ses autres pistes ont été critiquées plagiat. Interrogé sur les allégations en 2012, le chanteur a déclaré que les affirmations étaient «complètement fausses». En 2014, il a admis avoir utilisé des instruments en ligne pour composer des paroles et avoir été «inspiré» par ces instruments pour créer les siens, mais a nié avoir été influencé par leurs mélodies vocales. En juin 2014, les producteurs de Tuấn et de Favorite Song ont accepté de retirer les chansons du chanteur du programme; et plus tard, les Green Wave Awards ont également retiré "Em của ngày hôm qua" de la liste des nominations de cette année-là.
Avant la controverse, Tùng a écrit "Gió cuốn em đi", qui a été interprété et publié par Quốc Thiên en avril 2014. Le mois suivant, Tùng a contribué au chant pour une reprise caritative de "Sống như những đóa hoa" de Tạ Quang Thắng et a annulé un certain nombre de spectacles pour une intervention chirurgicale pour enlever une tumeur de sa jambe. En ce juin, il a été annoncé que le chanteur jouerait dans Dandelion, un film semi-biographique basé sur la vie du chanteur Wanbi Tuấn Anh. Quang Huy, fondateur et directeur général de WePro Entertainment, a réalisé le film. Sa bande originale a produit deux singles réussis par Tùng: "Chắc ai đó sẽ về" et "Không phải dạng vừa đâu".
"Chắc ai đó sẽ về" a été comparé à la partie instrumentale de la chanson de Jung Yong-hwa, "Parce que tu me manques ". Le label de Jung, FNC Entertainment, a examiné les similitudes entre les chansons et n'a trouvé aucune violation du droit d'auteur. Malgré cela, le ministère de la Culture, des Sports et du Tourisme du Vietnam a conclu que la chanson de Tùng était "influencée" par la production de Jung et a interdit la piste (et le film) jusqu'à ce qu'une nouvelle version soit produite. Dandelion a été libéré par la suite le 31 décembre 2014. Le vidéoclip pour "Không phải dạng vừa đâu" a également été critiqué. Il comportait des sosiesdes musiciens Phó Đức Phương et Dương Khắc Linh, tous deux qui avaient fustigé les controverses sur les droits d'auteur de Tùng. De nombreuses publications ont considéré la vidéo de Tùng comme "irrespectueuse" des musiciens plus âgés, ce qui a conduit WePro à présenter des excuses, déclarant que l'idée venait du réalisateur de la vidéo et était destinée à représenter le fossé des générations dans la musique. Bien que la société ait retiré la vidéo et prévoyait d'en filmer une autre, la vidéo a été de nouveau téléchargée peu de temps après.
Dandelion a rapporté ₫ 60 milliards (2,8 millions $ US) au box - office et est devenu l' un des plus rentables des films vietnamiens de tous les temps. La performance de Tùng lui a valu un prix d' or de cerf-volant (l'équivalent vietnamien d'un Academy Award)  pour le jeune acteur proéminent et "Chắc ai đó sẽ về" a reçu un prix WeChoice pour la chanson de l'année. En novembre 2014, le chanteur a été suspendu pendant six mois par Văn Production pour violations de contrat, y compris lui ne suivant pas les horaires et annulant des spectacles sans permission. Tùng a par la suite résilié le contrat, accusant la société d'exploitation et de ne pas remplir ses obligations (y compris la formation vocale et chorégraphique). En janvier 2015, Văn Production a poursuivi le chanteur pour licenciement injustifié et diffamation. Un conseiller juridique a dit à VnExpress que le contrat était un accord de niveau de service qui ne traitait pas de la résiliation et que le chanteur pouvait avoir le droit de résilier. Il a été rapporté au début de 2015 que Tùng avait signé avec WePro tout en étant toujours géré par son ancienne société.

### 2015-2017:The Remixet les concerts
En janvier 2015, Tùng a rejoint une équipe avec le disc-jockey Trang Moon et le producteur de musique SlimV sur la première saison de la série de compétition télévisée The Remix. Son équipe a concouru contre d'autres actes notables, tels que Đông Nhi et Tóc Tiên, pour créer les meilleurs remixes sur le programme. La performance de Tùng chaque semaine a reçu une couverture médiatique considérable mais il a quitté après six épisodes, citant des problèmes de santé. Deux chansons qu'il a présentées sur le spectacle, "Thái Bình mồ hôi rơi" et "Khuôn mặt đáng thương", ont été libérées en tant que célibataires les février et mars suivants.
En juin 2015, Tùng a enregistré "Tiến lên Việt Nam ơi!" en soutien à l'équipe du Vietnam aux Jeux d'Asie du Sud-Est. Trois de ses autres singles, "Ấn nút nhớ... Thả giấc mơ" (écrit pour une campagne publicitaire pour Omo), "Âm thầm bên em"  et "Buông đôi tay nhau ra", ont été libérés entre juin et décembre 2015. Bien qu'ils aient été des succès commerciaux modestes par rapport à leurs prédécesseurs, "Âm thầm bên em" a reçu un prix Green Wave pour le single de l'année.
En juillet, huit mille billets pour le premier grand concert de Tùng à Ho Chi Minh Ville, M-TP & Friends, se sont vendus en deux semaines. Ses
castmates de Dandelion, y compris Hari Won et Phạm Quỳnh Anh, étaient les actes d'ouverture du spectacle. Aux MTV Europe Music Awards 2015, Tùng a reçu le prix du meilleur acte d'Asie du Sud-Est et a été nommé pour le meilleur acte asiatique. En décembre 2015 et janvier 2016, l'Ambition M-TP de Tùng - La tournée de concert de la baie de Chuyến đầu tiên a joué à Ho Chi Minh Ville et à Hanoi. Dans son autobiographie de 2017, Chạm tới giấc mơ, il a appelé la tournée l'un des «échecs inoubliables» de sa vie. Il a été rapporté que seulement la moitié des billets pour le premier concert ont été vendus et, bien qu'un certain nombre de critiques aient apprécié la présence scénique du chanteur, d'autres ont estimé que le spectacle manquait de contenu. Deux chansons qu'il a présentées en tournée, "Remember Me" et "Như ngày hôm qua", ont été libérées en tant que célibataires en décembre 2015. La chaîne YouTube de Tùng a publié des enregistrements des concerts en novembre 2016.
En janvier 2016, il a jugé un épisode de la deuxième saison de The Remix et a approuvé la campagne Tết d' Oppo Electronics avec la chanson "Một năm mới bình an". Au 11e prix de musique de dédicace en avril, Tùng était le plus jeune récipiendaire du prix du chanteur de l'année (battant Trần Thu Hà, Tùng Dương et Hồng Nhung), et était favori Artiste masculin aux Zing Music Awards de l'année. La sortie simple d'août de Tùng, "Chúng ta không thuộc về nhau", a été critiquée pour sa ressemblance étroite avec" We Don't Talk Anymore " de Charlie Puth et "Fire" de BTS ; conduisant deux musiciens, Tùng Dương et Vũ Cát Tường, à réprimander le chanteur. À la fin de 2016, "Chúng ta không thuộc về nhau" était la chanson la plus recherchée de Google Vietnam de l'année, la 11e vidéo la plus détestée de YouTube de l'année et la vidéo la plus populaire des WebTVAsia Awards au Vietnam.
En raison de ses différences créatives avec WePro depuis la tournée M-TP Ambition, Tùng a annoncé qu'il s'était séparé de l'entreprise en décembre 2016. Il a fondé son propre label, M-TP Entertainment, et en a sorti trois célibataires début 2017: " Lạc trôi ", "Nơi này có anh"  et "Bình yên những phút giây". Le vidéoclip pour "Lạc trôi" a marqué une transition visuelle pour le chanteur et a été décrit comme un "jeu sur les stéréotypes asiatiques ", tels que des trônes d'or et des statues de dragons. It et "Nơi này có anh" étaient deux des clips musicaux asiatiques les plus rapides à recevoir 100 millions de vues sur YouTube, et étaient deux des meilleurs morceaux de streaming de l'année au Vietnam. Green Wave et WeChoice ont donné plus tard à l'ancienne piste les prix de Single de l'Année et de Vidéo Musicale Préférée, respectivement. La dernière version solo de Tùng pour WePro, "Bình yên những phút giây", était un single écrit dans le cadre d'une promotion pour le Trà xanh Không Độ.

### 2017-2019:m-tp M-TPetChúng ta
Le 1er avril 2017, Tùng a sorti l' album de compilation m-tp M-TP pour célébrer son cinquième anniversaire dans l'industrie de la musique. Sorti physiquement au format de USB, il contenait la plupart de ses morceaux passés et de nouveaux remixes. Un millier d'exemplaires auraient été vendus lors de ses signatures à Ho Chi Minh-Ville et à Hanoi. Le remix SlimV de la compilation de "Remember Me" a été publié plus tard en tant que single. En juin 2017, Tùng a exécuté un ensemble très médiatisé de 12 minutes au Viral Fest Asia à Bangkok, en Thaïlande et a dirigé un deuxième concert de M-TP & Friends à Hanoi le mois suivant. Il a joué dans Âm bản (2017), un court métrage sponsorisé par Oppo et a continué à fournir des voix sur "Gia đình tôi chọn", un célibataire célébrant le quinzième anniversaire de WePro en août. L'autobiographie du chanteur, Chạm tới giấc mơ, a été publiée le 30 septembre. Elle a détaillé la première vie de Tùng et son temps avec Văn Production et WePro Entertainment, en omettant les controverses entourant sa carrière. Dix mille exemplaires du livre ont été vendus dans ses deux premiers jours. Tùng a reçu plus tard un Mnet Asian Music Award pour un artiste vietnamien d'évasion, un Keeng Young Award pour l'artiste masculin préféré, un V Live Award pour la Meilleure V Star et un WeChoice Award pour un Breakout Artist.
En mai 2018, son single "Run Now" est sorti avec un clip mettant en vedette l'actrice thaïlandaise Davika Hoorne. De nombreux téléspectateurs catholiques ont condamné son utilisation de la peinture Pietà de William-Adolphe Bouguereau en 1876, comme on l'a vue brûler dans la vidéo. [la citation nécessaire] Sur la libération, le clip vidéo a battu le record de YouTube pour le clip vidéo le plus regardé d'Asie en un jour. Au cours du même mois, il a signé un accord de distribution avec la société sud-coréenne Bingo Music. Plus tard en juillet, le chanteur a sorti un remix de "Run Now" (produit par Onionn) et a joué une version fictive de lui-même dans Chuyến đi của thanh xuân, un court métrage sponsorisé par Biti's et réalisé par Nguyễn Quang Dũng. La collaboration de Tùng avec le rappeur Snoop Dogg, "Give It to Me", a été publiée en juillet 2019. La vidéo accompagnée présente une apparition de la chanteuse Madison Beer et a établi un record de 24 heures pour les vidéoclips vietnamiens avec 25,8 millions Vues YouTube le premier jour. Ce record était auparavant détenu par "Chạy ngay đi" (17,6 millions de vues).

### 2020-présent:"Chúng ta"et"Sky Tour Movie"
Le 31 mai, Son Tung M-TP a publié la bande-annonce de Sky Tour Movie sur Youtube et a attiré plus de 916 400 vues en 19 heures. Tung, qui était l'organisateur, producteur et concepteur de sa tournée de concerts l'année dernière, mentionne dans la bande-annonce du film Sky Tour que "Đối với Tùng, Sky Tour là tuổi trẻ, nhiệt huyết và đam mê" ("Sky Tour c'est ma jeunesse, mon enthousiasme, ma passion ».)
En juin 2020, "Sky Tour Movie", le tout premier documentaire musical du Vietnam, sorti officiellement dans tout le pays le 12 juin, il révèle des aperçus des coulisses, des faits saillants sur scène et des efforts de préparation avant Hanoi, Da Nang et Ho Chi Minh-Ville de Son Tung M-TP l'année dernière, qui a attiré des milliers de fans. Le film a vendu 10 000 billets dans les 48 heures avant sa première à la mi-juin et a ensuite généré 5,5 milliards de VND (238 700 $) après les trois premiers jours. Il a eu l'ouverture la plus réussie de ce genre, selon Box Office Vietnam.
Netflix a prévu de sortir le tout premier documentaire musical vietnamien à partir du 2 septembre. Le "Sky Tour Movie" est diffusé dans plus de 190 pays en 10 langues différentes, selon VOV. Raphael Phang, responsable de l'acquisition de contenu de Netflix pour l'Asie du Sud-Est, a déclaré:"La musique de Son Tung transcende les frontières. Son art résonne non seulement avec les fans du Vietnam, mais aussi auprès d'autres marchés au-delà de l'Asie du Sud-Est."
Il a également publié Sky Tour (Original Motion Picture Soundtrack) en tant que format de téléchargement numérique et précommandé le 8 juin 2020.L'album est sorti en même temps que l'ouverture de Sky Tour Movie. L'album a culminé au no 83 sur les charts mondiaux iTunes.
Le 28 juin 2020, Son Tung M-TP a confirmé "Có chắc yêu là đây" comme single pour son premier album studio - Chúng ta. Une pièce de théâtre étendue, intitulée Chúng ta, devrait sortir en 2020. Tùng est également devenu le premier musicien vietnamien à entrer dans le palmarès Billboard Social 50 en juillet au numéro 28.
Le 20 décembre 2020, Tùng a sorti le premier single de sa prochaine Extended play Chúng ta, "Chúng ta của hiện tại"
Le 29 décembre 2020, POPS et MTP Entertainment ont lancé le projet de bande dessinée "Lạc trôi" inspiré du personnage de Son Tung M-TP dans le célèbre clip du même nom sorti en 2017. La bande dessinée est écrite par deux auteurs célèbres dans le Monde de la bande dessinée vietnamienne, Nguyen Huynh Bao Chau et Can Tieu Hy, "Lạc trôi" sortira en 3 formats: bande dessinée prévue pour juin 2021, webtoon (numéro de bande dessinée technique) pour 4 janvier 2021 et movingtoon (bande dessinée numérique avec mouvement et sound) est prévu pour mars 2021.
Le 28 janvier 2021, Tùng collabore avec Garena Free Fire et publie une nouvelle chanson thème pour le jeu, "Skyler", "Skyler" est le premier personnage vietnamien à rejoindre l'univers superstar de Free Fire après les célèbres célébrités "Chrono" et "Kamir", basé sur le footballeur portugais Cristiano Ronaldo et le DJ américain KSHMR, respectivement. Les développeurs de jeux ont déclaré que «Skyler», 26 ans, un ancien chanteur et danseur, est maintenant le PDG d'une société de divertissement. Sa capacité spéciale lui permet de détruire les murs de glace ennemis et de se soigner.
Le 24 avril 2021, il sort son clip Muộn rồi mà sao còn sur Youtube.
En 28 avril 2022, il sort son clip "There's no one at all" sur Youtube.

## Artistique
Tùng a rappelé dans son autobiographie Chạm tới giấc mơ qu'il écoutait fréquemment ses grands-parents chanter Quan họ (un style de musique folklorique vietnamienne originaire de Bắc Ninh) dans son enfance; son style vocal caractéristique a influencé sa façon de chanter des notes d' insultes, et la musique folklorique vietnamienne en général a inspiré son travail. Le chanteur a plus tard grandi en écoutant des artistes tels que Quang Vinh, qu'il idolâtrait, Chris Brown, Rihanna et Justin Bieber. Tùng a également été influencé par le hip hop souterrain vietnamienscènes et K-pop, y compris Big Bang, Super Junior et TVXQ. Après la mort du compositeur Thái Bình-né An Thuyên en 2015, il a dit que Thuyên était la plus grande influence sur son art et a exprimé sa gratitude quand le compositeur l'a défendu pendant la controverse entourant "Chắc ai đó sẽ về" en 2014. 
Ses premiers albums contiennent des éléments pop, R&B contemporain et hip-hop. Tùng a suivi la musique de danse électronique plus tard dans sa carrière, avec la maison tropicale "Chúng ta không thuộc về nhau" (2016) étant l'une de ses premières sorties dans le genre. Certaines de ses productions ont également incorporé des instruments de musique traditionnels vietnamiens - notamment "Lạc trôi" (2017), qui est une future piste de basse comportant le đàn tranh et le sáo. Dans une interview de 2014, Tùng a déclaré que la plupart de ses paroles romantiques étaient inspirées des drames coréens et de son ancien béguin pour le lycée; ce dernier était le plus évident dans les paroles de "Em của ngày hôm qua" (2013). Beaucoup de ses premières chansons se référaient à la pluie, et ainsi il fut surnommé "le Prince de la Pluie" par la première presse. "Không phải dạng vừa đâu" et "Remember Me" étaient 2015 pistes que Tùng a écrites en réponse à la réaction contre sa carrière. Il les a exécutés avec sa voix de rap de signature, qui au fil des années a été souvent décrite comme étant la réception publique peu claire et divisée. Aussi en plus des claviers électroniques, Tùng joue du piano.

## Image publique et réalisations
Tùng, connu comme l'un des artistes vietnamiens les plus réussis, a été surnommé le "Prince de la V-pop ". Forbes Vietnam et Thể thao & Văn hóa ont décrit le chanteur "un phénomène de Pop vietnamien". Selon Thể Thao & Văn hóa de Cung Ly, le tour de main toung pour l' originalité de mélange « en douceur » avec K-pop mainstream était la raison de son succès. Cependant, la réception publique pendant sa première carrière était polarisée. En raison des problèmes de copyright passés de Tùng, son travail a été fréquemment comparé à d'autres chansons étrangères. Le contributeur Phan T. Trang a écrit que bien que le public ait été plus "généreux et ouvert" envers le chanteur depuis les sorties de "Lạc trôi" et "Nơi này có anh", l'industrie doute encore de sa créativité.
En 2015, les WeChoice Awards ont nommé Tùng l'un de ses cinq ambassadeurs Inspiration (la plus haute distinction de la cérémonie de remise des prix). Il l'a également élu l'une des dix personnes les plus influentes au Vietnam en 2014 et 2017 et l'un des cinq artistes les plus influents de 2015. En mai 2016, le président américain Barack Obama a mentionné Tùng lors d'un discours examinant l'impact des médias sociaux sur les jeunes vietnamiens. Le discours faisait partie de la réunion publique d'Obama avec les membres de l'Initiative des jeunes leaders de l'Asie du Sud-Est à Ho Chi Minh-Ville. En 2018, Forbes Vietnam a inclus Tùng dans sa liste annuelle des 30 moins de 30 ans. Il a également été inclus sur la liste des cinq meilleurs chanteurs préférés des Green Wave Awards (tableau Top Hit) trois fois consécutives depuis 2015.
Tùng a été décrit comme une icône de la mode, bien que sa mode et sa musique aient été comparées à plusieurs reprises au musicien sud-coréen G-Dragon et aux membres de Big Bang. En 2017, le vietnamien magazine Elle lui a donné un Style Award pour le plus élégant Interprète masculin. Sa base de fans, Sky, a un large public dans le pays. Tùng a approuvé un certain nombre de marques et d'entreprises, y compris Oppo, Yamaha  et Jollibee. Oppo a lancé la ligne téléphonique du chanteur, Sơn Tùng M-TP Limited Edition F3, en juin 2017. Une paire de chaussures de la collection Hunter de Biti s'est épuisée après son placement de produit dans le clip "Lạc trôi". Biti l'a reconnu comme un facteur dans l'augmentation de 300% de ses ventes, ce qui a contribué à relancer la marque.
En septembre 2016, l'interview-tapis rouge toung à The Face Vietnam de la première saison finale devenue virale. Il est apparu avec un tatouage temporaire, identique à un modèle allemand, disant que c'était son idée. Le chanteur a également mal orthographié "tatouage" et a déclaré: "Mình thích thì mình vẽ lên thôi" ("Je l'ai dessiné sur mon visage parce que j'aimais ça"). Il a inspiré des mèmes, des remixes, des chansons originales exécutées par Hồ Ngọc Hà, Noo Phước Thịnh et Only C et a finalement reçu un prix WeChoice pour Catchphrase de l'année. Seule la chanson de Only C, "Yêu là 'tha thu'" (son titre est un jeu de mots sur la faute d'orthographe "tatouage"), était sur la bande originale du film Em chưa 18 (2017) et est devenue un hit.

## Récompenses et nominations
| Année | Prix                                                                             | Catégorie                                                                      | Travail/ nommé                      | Résultat   |
| ----- | -------------------------------------------------------------------------------- | ------------------------------------------------------------------------------ | ----------------------------------- | ---------- |
| 2012  | Favorite Song                                                                    | Chanson du mois (octobre)                                                      | "Cơn mưa ngang qua"                 | Lauréat    |
| 2013  | Zing Music Awards                                                                | Chanson R&B de l'année                                                         | "Cơn mưa ngang qua"                 | Lauréat    |
| 2014  | Favorite Song                                                                    | Chanson du mois (février)                                                      | "Em của ngày hôm qua"               | Lauréat    |
| 2014  | Star of the Year                                                                 | La célébrité masculine la plus attrayante                                      | Sơn Tùng M-TP                       | Lauréat    |
| 2014  | We Choice Awards                                                                 | Les 5 meilleurs ambassadeurs de l'inspiration votés par le comité d'évaluation | Sơn Tùng M-TP                       | Lauréat    |
| 2014  | We Choice Awards                                                                 | Top 10 des personnes les plus influentes de 2014                               | Sơn Tùng M-TP                       | Lauréat    |
| 2014  | We Choice Awards                                                                 | Jeune artiste masculin de l'année                                              | Sơn Tùng M-TP                       | Nomination |
| 2014  | We Choice Awards                                                                 | Collaboration de l'année                                                       | Sơn Tùng M-TP & SlimV               | Lauréat    |
| 2014  | We Choice Awards                                                                 | Chanson de l'année                                                             | "Chắc ai đó sẽ về"                  | Lauréat    |
| 2015  | Zing Music Awards                                                                | Artiste masculin le plus préféré                                               | Sơn Tùng M-TP                       | Lauréat    |
| 2015  | MTV Europe Music Awards                                                          | Meilleur acte d'Asie du Sud-Est                                                | Sơn Tùng M-TP                       | Lauréat    |
| 2015  | MTV Europe Music Awards                                                          | Meilleur acte asiatique                                                        | Sơn Tùng M-TP                       | Nomination |
| 2015  | Men of the Year by Sports Culture and Men magazine (Thể thao Văn hóa và Đàn Ông) | Équipe de l'année                                                              | Sơn Tùng M-TP                       | Lauréat    |
| 2015  | The Magic Box by thebox.vn                                                       | Meilleur chanteur masculin                                                     | Sơn Tùng M-TP                       | Lauréat    |
| 2015  | Green Wave Awards                                                                | Top 5 des chanteurs les plus préférés - Top Hit                                | Sơn Tùng M-TP                       | Lauréat    |
| 2015  | Green Wave Awards                                                                | Top 10 des auteurs-compositeurs qui ont la chanson la plus préférée            | Sơn Tùng M-TP                       | Lauréat    |
| 2015  | Green Wave Awards                                                                | Single de l'année                                                              | "Âm thầm bên em"                    | Lauréat    |
| 2015  | We Choice Awards                                                                 | Ambassadeur de l'inspiration                                                   | Sơn Tùng M-TP                       | Lauréat    |
| 2015  | We Choice Awards                                                                 | Top 5 des artistes avec des activités révolutionnaires dans l'année            | Sơn Tùng M-TP                       | Lauréat    |
| 2015  | Golden Kite Awards                                                               | Young Prominent Actor                                                          | Sơn Tùng M-TP                       | Lauréat    |
| 2016  | Dedication Music Awards                                                          | Chanteur de l'année                                                            | Sơn Tùng M-TP                       | Lauréat    |
| 2016  | Dedication Music Awards                                                          | Chanson de l'année                                                             | "Âm thầm bên em"                    | Nomination |
| 2016  | Dedication Music Awards                                                          | Concert de l'année                                                             | M-TP Ambition - Chuyến bay đầu tiên | Nomination |
| 2016  | Dedication Music Awards                                                          | Clip vidéo de l'année                                                          | "Buông đôi tay nhau ra"             | Nomination |
| 2016  | VTV Awards                                                                       | Chanteur le plus impressionnant                                                | Sơn Tùng M-TP                       | Nomination |
| 2016  | WebTVAsia Awards                                                                 | Vidéo la plus populaire au Vietnam                                             | "Chúng ta không thuộc về nhau"      | Lauréat    |
| 2016  | Green Wave Awards                                                                | Top 5 des chanteurs les plus populaires - Top Hit                              | Sơn Tùng M-TP                       | Lauréat    |
| 2016  | We Choice Awards                                                                 | Top 5 des artistes les plus influents de 2015                                  | Sơn Tùng M-TP                       | Lauréat    |
| 2016  | We Choice Awards                                                                 | Liste de lecture inspirante                                                    | "Âm thầm bên em"                    | Lauréat    |
| 2016  | We Choice Awards                                                                 | Liste de lecture inspirante                                                    | "Không phải dạng vừa đâu"           | Lauréat    |
| 2016  | We Choice Awards                                                                 | Liste de lecture inspirante                                                    | "Thái Bình mồ hôi rơi"              | Nomination |
| 2016  | We Choice Awards                                                                 | Liste de lecture inspirante                                                    | "Chắc ai đó sẽ về"                  | Nomination |
| 2017  | Mnet Asian Music Awards                                                          | Vietnamese Breakout Artist with Close-Up                                       | Sơn Tùng M-TP                       | Lauréat    |
| 2017  | Elle Style Awards (Vietnam)                                                      | Most Stylish Male Singer                                                       | Sơn Tùng M-TP                       | Lauréat    |
| 2017  | Big Apple Music Awards                                                           | Meilleur artiste masculin vietnamien                                           | Sơn Tùng M-TP                       | Lauréat    |
| 2017  | Keeng Young Awards                                                               | Le chanteur masculin le plus populaire                                         | Sơn Tùng M-TP                       | Lauréat    |
| 2017  | SBS Pop Asia 2017                                                                | Meilleur album                                                                 | m-tp M-TP                           | Lauréat    |
| 2017  | Nhân vật truyền lửa (Inspirational Person) by VTV6                               | Culture et divertissement                                                      | Sơn Tùng M-TP                       | Lauréat    |
| 2017  | V Live Awards 2017                                                               | Best V Star                                                                    | Sơn Tùng M-TP                       | Lauréat    |
| 2017  | Green Wave Awards                                                                | Top 5 des chanteurs les plus préférés - Top Hit                                | Sơn Tùng M-TP                       | Lauréat    |
| 2017  | Green Wave Awards                                                                | Single de l'année                                                              | "Lạc trôi"                          | Lauréat    |
| 2017  | Green Wave Awards                                                                | Top 10 des chanteurs préférés - Top Hit Table                                  | Sơn Tùng M-TP                       | Lauréat    |
| 2017  | Golden Ochna Awards                                                              | Chanteur masculin pop                                                          | "Chúng ta không thuộc về nhau"      | Nomination |
| 2018  | Forbes Vietnam 30 Under 30                                                       | Arts - Créativité                                                              | Sơn Tùng M-TP                       | Lauréat    |
| 2018  | Dedication Music Awards                                                          | Clip vidéo de l'année                                                          | "Lạc trôi"                          | Nomination |
| 2018  | WeChoice Awards                                                                  | Breakout Artist                                                                | Sơn Tùng M-TP                       | Lauréat    |
| 2018  | WeChoice Awards                                                                  | Top 10 des personnes les plus influentes de 2017                               | Sơn Tùng M-TP                       | Lauréat    |
| 2018  | Green Wave Awards                                                                | Top 10 des chansons les plus préférées (auteurs-compositeurs)                  | "Lạc trôi"                          | Lauréat    |
| 2018  | Green Wave Awards                                                                | Single de l'année                                                              | "Lạc trôi"                          | Lauréat    |
| 2018  | Green Wave Awards                                                                | Chanteur masculin de l'année                                                   | Sơn Tùng M-TP                       | Lauréat    |
| 2020  | We Choice Awards                                                                 | Clip vidéo de l'année                                                          | "Chúng Ta Của Hiện Tại"             | Lauréat    |

## Discographie

### EP
| Titre    | Détails de l'album                                                                                 |
| -------- | -------------------------------------------------------------------------------------------------- |
| Chúng ta | - Sortie:1er mai, 2021 - Label: M-TP Entertainment - Formats: Téléchargement de musique, streaming |

### Albums de compilation
| Titre     | Détails de l'album                                                                                        | Ventes     |
| --------- | --- | ---------- |
| m-tp M-TP | - Sortie: 1er avril 2017 - Label: M-TP Entertainment - Formats: USB, Téléchargement de musique, streaming | - VN: 1000 |

### Album bande son
| Titre                                         | Détails de l'album                                                                                      |
| --------------------------------------------- | --- |
| Chàng trai năm ấy OST                         | - Sortie: 31 décembre, 2014 - Label: WePro Entertainment - Formats:Téléchargement de musique, streaming |
| Sky Tour (Original Motion Picture Soundtrack) | - Sortie: 12 juin 2020 - Label: M-TP Entertainment - Formats: USB, Téléchargement de musique, streaming |

### Célibataires

#### En tant qu'artiste principal
| Année | Titre                                               |
| ----- | --------------------------------------------------- |
| 2012  | "Cơn mưa ngang qua"                                 |
| 2013  | «Nắng ấm xa dần»                                    |
| 2013  | "Đừng về trễ"                                       |
| 2013  | "Em của ngày hôm qua"                               |
| 2014  | "Chắc ai đó sẽ về"                                  |
| 2015  | "Không phải dạng vừa đâu"                           |
| 2015  | "Thái Bình mồ hôi rơi"                              |
| 2015  | "Khuôn mặt đáng thương"                             |
| 2015  | «Tiến lên Việt Nam ơi»                              |
| 2015  | "Âm thầm bên em"                                    |
| 2015  | «Buông đôi tay nhau ra»                             |
| 2015  | "Remember Me"                                       |
| 2015  | "Như ngày hôm qua"                                  |
| 2016  | "Chúng ta không thuộc về nhau"                      |
| 2016  | « Lạc trôi »                                        |
| 2017  | "Nơi này có anh"                                    |
| 2017  | "Remember Me (SlimV 2017 Mix)" (avec SlimV)         |
| 2017  | "Lạc trôi (Triple D Remix)" (avec Triple D)         |
| 2018  | "Chạy ngay đi" (Run Now)                            |
| 2018  | "Run Now (Onionn Remix)"                            |
| 2018  | ""Em của ngày hôm qua" (Remix)                      |
| 2019  | «Nắng ấm xa dần (Onionn Remix)»                     |
| 2019  | Hãy trao cho anh- "Give It to Me" (avec Snoop Dogg) |
| 2020  | "Có chắc yêu là đây"                                |
| 2020  | "Chúng Ta Của Hiện Tại"                             |
| 2021  | "Muộn rồi mà sao còn"                               |
| 2022  | "There's no one at all"                             |
| 2023  | "Making my way"                                     |
| 2024  | "Chúng Ta Của Tương Lai"                            |

#### En tant qu'artiste vedette
| Année | Titre                                           |
| ----- | ----------------------------------------------- |
| 2014  | "Sống như những đóa hoa" (avec divers artistes) |
| 2017  | "Gia đình tôi chọn" (avec divers artistes)      |

#### Singles promotionnels
| Année | Titre                       | Réf. |
| ----- | --------------------------- | ---- |
| 2015  | "Ấn nút nhớ... Thả giấc mơ" |      |
| 2016  | "Một năm mới bình an"       |      |
| 2017  | "Bình yên những phút giây"  |      |
| 2021  | "Skyler"                    |      |

#### Concerts
- M-TP Ambition – Chuyến bay đầu tiên (2015–2016)
- Sky Tour (2019)

### Filmographie

#### Film
| Année | Titre                         | Rôle       | Remarques     | Réf. |
| ----- | ----------------------------- | ---------- | ------------- | ---- |
| 2014  | Dandelion (Chàng trai năm ấy) | Đình Phong |               |      |
| 2017  | Âm bản                        | ange       | Court métrage |      |
| 2018  | Chuyến đi của thanh xuân      | Idole      | Court métrage |      |
| 2020  | Sky Tour                      | Lui-même   |               |      |

#### Télévision
| Année     | Titre         | Rôle                   | Remarques               | Réf. |
| --------- | ------------- | ---------------------- | ----------------------- | ---- |
| 2015-2016 | The remix     | Candidat / juge invité | 6 épisodes (saison 1–2) |      |
| 2016      | M-TP Ambition | Lui-même               | 4 épisodes              |      |

### Livres
- Chạm tới giấc mơ (2017)
- Lạc trôi (2021)